# Sonchus bornmuelleri
Sonchus bornmuelleri là một loài thực vật có hoa trong họ Cúc. Loài này được Pit. miêu tả khoa học đầu tiên năm 1909.